# Seredyna-Buda
Seredyna-Buda (tiếng Ukraina: Середина-Буда) là một thành phố của Ukraina. Thành phố này thuộc tỉnh Sumy. Thành phố này có diện tích ? km2, dân số theo điều tra dân số năm 2001 là 7511 người.